# Дитячо-юнацька футбольна ліга України
Дитячо-юнацька футбольна ліга України (ДЮФЛ України, ДЮФЛУ) — об'єднання дитячо-юнацьких спортивних закладів України, яке займається безпосередньою організацією та проведенням Всеукраїнських змагань з футболу серед команд дитячо-юнацьких спортивних закладів.
Термін Дитячо-юнацька футбольна ліга України (ДЮФЛ) також може застосовуватися до самих змагань, організованих Лігою.

## Організаційні засади
ДЮФЛУ було організовано 2 березня 2001 року.
Членами об'єднання виступають дитячо-юнацькі спортивні заклади України:
- дитячо-юнацькі спортивні заклади професіональних футбольних клубів;
- училища олімпійського резерву (УОР);
- училища фізичної культури (УФК);
- спортивні дитячо-юнацькі школи олімпійського резерву (СДЮШОР);
- дитячо-юнацькі спортивні школи (ДЮСШ);
- дитячо-юнацькі футбольні клуби (ДЮФК).

## Змагання серед дитячо-юнацьких спортивних закладів
Всеукраїнські змагання з футболу серед команд дитячо-юнацьких спортивних закладів, які організовує та проводить ДЮФЛ під контролем Української асоціації футболу, проходять на щорічній основі, у 4-х вікових категоріях у вищій лізі (до 14, до 15, до 16 та до 17 років) та у 2-х вікових категоріях у першій лізі (до 15 та до 17 років).
Змагання у кожній з ліг відбуваються у сформованих за територіальним принципом групах. Зокрема в сезоні 2009—2010 змагання проходили у 4 групах з 10 команд у вищій лізі та у 8 групах з 10 команд у першій лізі. По завершені групових турнірів у кожній із ліг відбуваються фінальні турніри за участю найкращих за результатами групового етапу команд.